# Latavius Murray
Latavius Murray (geboren am 18. Januar 1990 in Orlando, Florida) ist ein US-amerikanischer American-Football-Spieler auf der Position des Runningbacks und Kickoff Returners. Zuletzt spielte Murray für die Buffalo Bills.
Er spielte College Football für die University of Central Florida, bevor er im NFL Draft 2013 in der sechsten Runde von den Oakland Raiders ausgewählt wurde. Zudem stand er anschließend bei den Minnesota Vikings, New Orleans Saints, Baltimore Ravens und Denver Broncos in der National Football League (NFL) unter Vertrag.

## Frühe Jahre
Murray besuchte die Onondaga Central High School in New York, wo er neben Football auch Basketball und Leichtathletik ausübte. Als Junior erzielte er 1.609 Yards und 14 Touchdowns im Laufspiel und wurde zum All-State ernannt. Ein Jahr später gelangen ihm 2.030 Yards und 30 Touchdowns, woraufhin er zum „Gatorade Football Player of the Year“ des Staates New York ernannt wurde. Außerdem kam er in der Defensive zum Einsatz, wo er 78 Tackles, drei erzwungene Fumbles und zwei Interceptions verbuchte. Rivals.com bewertete ihn als Dreisternetalent und als fünftbesten Nachwuchsspieler New Yorks.

## College
Von 2008 bis 2012 war er Student der University of Central Florida, wo er für die UFC Knights Football spielte. In seinem ersten Jahr kam er nur selten zum Einsatz, und ein Jahr später musste er auf Grund einer Verletzung die komplette Saison aussetzen. 2010 spielte er in allen 14 Spielen seines Teams und erzielte bei 111 Versuchen 637 Yards und elf Touchdowns. Als Junior wurde er zum Most Valuable Player seines Teams ernannt, nachdem er durch Lauf- und Passspiel auf insgesamt 791 Yards Raumgewinn und neun Touchdowns gekommen war. Als Senior wurde er ins First-Team All-C-USA gewählt und erhielt zahlreiche weitere Auszeichnungen. Seine College-Karriere beendete er mit insgesamt 2.424 erlaufenen Yards, 37 erlaufenen Touchdowns und 50 Passfängen für 524 Yards und sechs Touchdowns.

## NFL

### Oakland Raiders
Murray war nicht in den NFL Combine eingeladen worden, zeigte aber bei Central Florida’s Pro Day gute Leistungen. Die Oakland Raiders wählten ihn schließlich im NFL Draft 2013 in der sechsten Runde als 181. Spieler aus. Seine Rookie-Saison verpasste er komplett verletzungsbedingt.
2014 kam er zunächst hinter den erfahrenen Darren McFadden und Maurice Jones-Drew kaum zum Einsatz. Erst ab der zweiten Hälfte der Saison erhielt er seine Chance, als er das schwächelnde Laufspiel der Raiders neu beleben sollte. Seine ersten beiden NFL-Touchdowns erzielte er gegen die Kansas City Chiefs am 12. Spieltag nach einem elf- und einem 90-Yard-Lauf. Bis zu diesem Zeitpunkt der Saison hatte die Defensive der Chiefs keinen einzigen Lauf-Touchdown zugelassen. Er beendete die Saison mit 424 Yards und zwei Touchdowns im Laufspiel bei 82 Versuchen.

### Minnesota Vikings
Nach Auslaufen seine Vertrages mit den Raiders unterschrieb Murray am 16. März 2017 bei den Minnesota Vikings.

### New Orleans Saints
Nach Ablauf seinen Vertrags bei den Vikings unterzeichnete Murray einen Vierjahresvertrag über 14,4 Millionen Dollar bei den New Orleans Saints. Am 7. September 2021 wurde er von den Saints entlassen.

### Baltimore Ravens
Am 10. September 2021 nahmen die Baltimore Ravens Murray unter Vertrag, nachdem mit J. K. Dobbins, Gus Edwards und Justice Hill die drei wichtigsten Runningbacks der Ravens sich vor Saisonbeginn verletzt hatten und für die gesamte Spielzeit ausfielen. Murray kam für Baltimore in 14 Spielen zum Einsatz, davon sechsmal als Starter. Dabei erlief er bei 119 Versuchen 501 Yards und sechs Touchdowns, zudem fing er 10 Pässe für 75 Yards.

### Rückkehr zu den Saints
Am 13. September 2022 schloss Murray sich dem Practice Squad der Saints an. Am vierten Spieltag wurde er vorübergehend in den aktiven Kader berufen und erzielte bei 11 Läufen 57 Yards Raumgewinn und einen Touchdown.

### Denver Broncos
Infolge des verletzungsbedingten Ausfalls von Javonte Williams nahmen die Denver Broncos Murray am 4. Oktober für ihren aktiven Kader unter Vertrag. Insgesamt lief er in 12 Spielen für 703 Yards und 5 Touchdowns.

### Buffalo Bills
Im Mai 2023 unterschrieb Murray bei den Buffalo Bills einen Einjahresvertrag. Er kam in 16 Spielen der Regular Season zum Einsatz und erlief dabei bei 79 Versuchen 300 Yards und einen Touchdown, zudem fing er 22 Pässe für 159 Yards. Murray stand auch in beiden Play-off-Spielen der Bills auf dem Feld.